# Akçakent
Akçakent est une ville et un district de la province de Kırşehir dans la région de l'Anatolie centrale en Turquie.